# Район Сюйхой
Сюйхой (кит.: 徐汇区; трад. китайська: 徐匯區) - район Шанхая, КНР. Площа району 54.76 км², населення 886.071 чол (2003). Район поділяється на 10 мікрорайонів та 2 округи.
Сюйхой разом з районом Лувань розташовані на території колишньої Французької концесії.
На території району розташований Південний Шанхайський вокзал та кафедральний собор Шанхайської католицької єпархії (див. Сюй Гуанці та St. Ignatius Cathedral, Shanghai).